# Beach volley alla XXVI Universiade
Gli incontri di beach volley alla XXVI Universiade sono stati disputati al Dameisha Park di Shenzen, Cina dal 13 al 19 agosto 2011.

## Podi
| Evento    | Oro                                         | Argento                               | Bronzo                                   |
| Maschile  | Polonia Michal Kadziola Jakub Szalankiewicz | Russia Sergej Prokop'ev Jurij Bogatov | Ucraina Serhij Popov Valerij Samodaj     |
| Femminile | Germania Karla Borger Britta Kristin Buethe | Stati Uniti Heather Hughes Emily Day  | Brasile Elize Secomana Agatha Bednarczur |

## Medagliere
| Posizione | Paese       |   |   |   | Totale |
| --------- | ----------- | - | - | - | ------ |
| 1         | Polonia     | 1 | 0 | 0 | 1      |
| 1         | Germania    | 1 | 0 | 0 | 1      |
| 2         | Russia      | 0 | 1 | 0 | 1      |
| 2         | Stati Uniti | 0 | 1 | 0 | 1      |
| 3         | Ucraina     | 0 | 0 | 1 | 1      |
| 3         | Brasile     | 0 | 0 | 1 | 1      |
| Totale    | Totale      | 2 | 2 | 2 | 6      |